# Trivellona kiiensis
Trivellona kiiensis is een slakkensoort uit de familie van de Triviidae. De wetenschappelijke naam van de soort is voor het eerst geldig gepubliceerd in 1979 door Kuroda & Cate in Cate.